# Grand Prix Číny 2007
Grand Prix Číny ( IV Sinopec Chinese Grand Prix ) byla 16. závodem sezóny 2007, který se konal 7. října 2007 na okruhu v Šanghaji.

## Výsledky
- 7. října 2007
- Okruh Šanghaj
- 56 kol x 5.451 km = 305.066 km
- 784. Grand Prix
- 14. vítězství Kimi Räikkönena
- 200. vítězství pro Ferrari
- 180. podium pro McLaren
- 1. odstoupení Lewise Hamiltona
- 39. vítězství pro Finsko
- 50. vítězství pro vůz se startovním číslem 6

| Pozice | Jezdec               | Vůz                     | Čas                         |
| ------ | -------------------- | ----------------------- | --------------------------- |
| 1      | Kimi Räikkönen       | Ferrari F2007           | 1h37:58,395                 |
| 2      | Fernando Alonso      | McLaren MP4/22-Mercedes | á 0:09,8                    |
| 3      | Felipe Massa         | Ferrari F2007           | á 0:12,8                    |
| 4      | Sebastian Vettel     | Toro Rosso STR2-Ferrari | á 0:53,5                    |
| 5      | Jenson Button        | Honda RA107             | á 1:08,6                    |
| 6      | Vitantonio Liuzzi    | Toro Rosso STR2-Ferrari | á 1:13,6                    |
| 7      | Nick Heidfeld        | BMW Sauber F1.07        | á 1:14,2                    |
| 8      | David Coulthard      | Red Bull RB3            | á 1:20,7                    |
| 9      | Heikki Kovalainen    | Renault R27             | á 1:21,1                    |
| 10     | Mark Webber          | Red Bull RB3            | á 1:24,6                    |
| 11     | Giancarlo Fisichella | Renault R27             | á 1:26,6                    |
| 12     | Alexander Wurz       | Williams FW29-Toyota    | á 1 kolo                    |
| 13     | Jarno Trulli         | Toyota TF107            | á 1 kolo                    |
| 14     | Takuma Sató          | Super Aguri SA07-Honda  | á 1 kolo                    |
| 15     | Rubens Barrichello   | Honda RA107             | á 1 kolo                    |
| 16     | Nico Rosberg         | Williams FW29-Toyota    | á 2 kola                    |
| 17     | Sakon Jamamoto       | Spyker F8-VIIB-Ferrari  | á 3 kola                    |
| Kolo   | Odstoupili           | Vůz                     | Příčina                     |
| 33     | Robert Kubica        | BMW Sauber F1.07        | Hydraulika                  |
| 30     | Lewis Hamilton       | McLaren MP4/22-Mercedes | Vyjetí z trati před pitlane |
| 25     | Ralf Schumacher      | Toyota TF107            | Vyjetí z trati              |
| 24     | Adrian Sutil         | Spyker F8-VIIB-Ferrari  | Nehoda                      |
| 11     | Anthony Davidson     | Super Aguri SA07-Honda  | Brzdy                       |

### Nejrychlejší kolo
Felipe Massa - Ferrari F2007- 1:37.454
- 8. nejrychlejší kolo Felipe Massy
- 204. nejrychlejší kolo pro Ferrari
- 78. nejrychlejší kolo pro Brazílii
- 91. nejrychlejší kolo pro vůz se startovním číslem 5

### Stav MS
- GP - body získané v této Grand Prix

| *  | Jezdec               | Body | GP | * | Vůz         | Body | GP | *  | Stát           | Body | GP |
| -- | -------------------- | ---- | -- | - | ----------- | ---- | -- | -- | -------------- | ---- | -- |
| 1  | Lewis Hamilton       | 107  | -  | 1 | Ferrari     | 186  | 16 | 1  | Finsko         | 130  | 10 |
| 2  | Fernando Alonso      | 103  | 8  | 2 | BMW         | 94   | 2  | 2  | Velká Británie | 127  | 5  |
| 3  | Kimi Räikkönen       | 100  | 10 | 3 | Renault     | 51   | -  | 3  | Španělsko      | 103  | 8  |
| 4  | Felipe Massa         | 86   | 6  | 4 | Williams    | 28   | -  | 4  | Brazílie       | 86   | 6  |
| 5  | Nick Heidfeld        | 58   | 2  | 5 | Red Bull    | 24   | 1  | 5  | Německo        | 85   | 7  |
| 6  | Robert Kubica        | 35   | -  | 6 | Toyota      | 12   | -  | 6  | Polsko         | 35   | 2  |
| 7  | Heikki Kovalainen    | 30   | -  | 7 | Toro Rosso  | 8    | 8  | 7  | Itálie         | 31   | 3  |
| 8  | Giancarlo Fisichella | 21   | -  | 8 | Honda       | 6    | 4  | 8  | Rakousko       | 13   | -  |
| 9  | Nico Rosberg         | 15   | -  | 9 | Super Aguri | 4    | -  | 9  | Austrálie      | 10   | -  |
| 10 | David Coulthard      | 14   | 1  |   | McLaren     | 0    | 0  | 10 | Japonsko       | 4    | -  |
| 11 | Alexander Wurz       | 13   | -  |   |             |      |    |    |                |      |    |
| 12 | Mark Webber          | 10   | -  |   |             |      |    |    |                |      |    |
| 13 | Jarno Trulli         | 7    | -  |   |             |      |    |    |                |      |    |
| 14 | Sebastian Vettel     | 6    | 5  |   |             |      |    |    |                |      |    |
| 15 | Jenson Button        | 6    | 4  |   |             |      |    |    |                |      |    |
| 16 | Ralf Schumacher      | 5    | -  |   |             |      |    |    |                |      |    |
| 17 | Takuma Sató          | 4    | -  |   |             |      |    |    |                |      |    |
| 18 | Vitantonio Liuzzi    | 3    | 3  |   |             |      |    |    |                |      |    |
| 19 | Adrian Sutil         | 1    | -  |   |             |      |    |    |                |      |    |